# Williams FW21
Williams FW21 (neboli Frank Williams 21) byl monopost Formule 1 stáje Williams pro sezónu 1999.

## Popis
V tomto voze Williams poprvé použil motory firmy Renault (ve verzi Supertec), po této sezóně uzavřel smlouvu o dodávce motorů s automobilkou BMW. Hlavními konstruktéry vozu byly Patrick Head, Gavin Fisher. Piloty byli Ralf Schumacher a Alex Zanardi. Zatímco Schumacher měl úspěšnou sezónu, Zanardi nezískal ani bod a koncem sezóny ho nahradil Jenson Button.
Premiéra vozu byla na Velké Ceně Austrálie a dopadla z pohledu Williamsu dobře, neboť Ralf Schumacher dojel třetí, což dokázal v následujícím závodě potvrdit bodovaným místem. Poté následovalo několik slabších závodů, největším úspěchem na tomto voze bylo druhé místo Ralfa Schumachera při Velké ceně Itálie.

## Technická data
- Délka: 4 450 mm
- Šířka: ? mm
- Výška: ? mm
- Váha: 600 Kg (včetně pilota, vody a oleje)
- Rozchod kol vpředu: 1 460 mm
- Rozchod kol vzadu: 1 400 mm
- Rozvor: 3 050 mm
- Převodovka: Williams 6stupňová poloautomatická
- Brzdy: AP Racing
- Motor: Supertec FB01 (Renault RS9)
  - V10 71°
  - Zdvihový objem: 2.997 cm³
  - Výkon: 680cv/14 500 otáček nebo 780cv/15 800 otáček
  - Vrtání: ? mm
  - Zdvih: ? mm
  - Ventily: 32
  - Mazivo: Petorbras
  - Palivo: Casttrol
  - Váha: > 95 kg
  - Vstřikování Magneti Marelli
  - Palivový systém Magneti Marelli
- Pneumatiky: Bridgestone

## Piloti
- Ralf Schumacher 6. místo (35 bodů)
- Alex Zanardi 19. místo (0 bodů)

## Statistika
- 16 Grand Prix
- 0 vítězství, nejlépe 2. místo
- 0 pole positions
- 35 bodů
- 3 x podium

## Výsledky v sezoně 1999
| Legenda k tabulce | Legenda k tabulce                                                                       |
| Barva             | Výsledek                                                                                |
| ----------------- | --------------------------------------------------------------------------------------- |
| Zlatá             | Vítěz                                                                                   |
| Stříbrná          | 2. místo                                                                                |
| Bronzová          | 3. místo                                                                                |
| Zelená            | Bodované umístění                                                                       |
| Modrá             | Nebodované umístění                                                                     |
| Modrá             | Dokončil neklasifikován (NC)                                                            |
| Fialová           | Odstoupil (Ret)                                                                         |
| Červená           | Nekvalifikoval se (DNQ)                                                                 |
| Červená           | Nepředkvalifikoval se (DNPQ)                                                            |
| Černá             | Diskvalifikován (DSQ)                                                                   |
| Bílá              | Nestartoval (DNS)                                                                       |
| Bílá              | Závod zrušen (C)                                                                        |
| Světle modrá      | Pouze trénoval (PO)                                                                     |
| Světle modrá      | Páteční testovací jezdec (TD)                                                           |
| Bez barvy         | Netrénoval (DNP)                                                                        |
| Bez barvy         | Vyřazen (EX)                                                                            |
| Bez barvy         | Nepřijel (DNA)                                                                          |
| Bez barvy         | Odvolal účast (WD)                                                                      |
| Bez barvy         | Nezúčastnil se (prázdné)                                                                |
| Označení          | Význam                                                                                  |
| Tučnost           | Pole position                                                                           |
| Kurzíva           | Nejrychlejší kolo                                                                       |
| †                 | Jezdec nedojel do cíle, ale byl klasifikován, protože odjel více než 90 % délky závodu. |
| ‡                 | Byl udělován poloviční počet bodů, protože bylo odjeto méně než 75 % délky závodu.      |
| Horní index       | Umístění bodujících jezdců ve sprintu                                                   |

| Rok  | Šasi     | Motor             | Pneu | Jezdci          | 1   | 2   | 3   | 4   | 5   | 6   | 7   | 8   | 9   | 10  | 11  | 12  | 13  | 14  | 15  | 16  | Body | Pořadí |
| ---- | -------- | ----------------- | ---- | --------------- | --- | --- | --- | --- | --- | --- | --- | --- | --- | --- | --- | --- | --- | --- | --- | --- | ---- | ------ |
| 1999 | Williams | Supertec FB01 V10 | B    |                 | AUS | BRA | SMR | MON | ESP | CAN | FRA | GBR | AUT | GER | HUN | BEL | ITA | EUR | MAL | JPN | 35   | 5.     |
| 1999 | Williams | Supertec FB01 V10 | B    | Alex Zanardi    | Ret | Ret | 11  | 8   | Ret | Ret | Ret | 11  | Ret | Ret | Ret | 8   | 7   | Ret | 10  | Ret | 35   | 5.     |
| 1999 | Williams | Supertec FB01 V10 | B    | Ralf Schumacher | 3   | 4   | Ret | Ret | 5   | 4   | 4   | 3   | Ret | 4   | 9   | 5   | 2   | 4   | Ret | 5   | 35   | 5.     |